# Hotanj Hutovski
Hotanj Hutovski – wieś w Bośni i Hercegowinie, w Federacji Bośni i Hercegowiny, w kantonie hercegowińsko-neretwiańskim, w gminie Neum. W 2013 roku liczyła 100 mieszkańców, z czego większość stanowili Chorwaci.